# Convair X-12
L'X-12, chiamato anche SM-65B Atlas o Atlas B, fu un prototipo avanzato del missile SM-65 Atlas.
Compì il primo volo il 19 luglio 1958. Fu la prima versione dell'Atlas ad usare la tecnica dello "stadio e mezzo".

## Storia del progetto
X-11 e X-12 sono sigle che si riferiscono, in realtà, a varianti dello stesso progetto: il Convair SM-65 Atlas. Esso fu il primo missile balistico internazionale operativo degli USA.
Furono effettuati 10 lanci di cui nove (sub-orbitali) erano intesi come prove per un missile balistico intercontinentale. Di questi lanci, cinque ebbero successo.
Il settimo volo servì a porre in orbita bassa il satellite SCORE. Fu il primo lancio orbitale di un missile Atlas.
Tutti i test furono compiuti dalla Cape Canaveral Air Force Station.

## Impiego operativo
| Data       | Ora (GMT) | Pad   | Sigla | Apogeo                  | Risultato           | Note |
| ---------- | --------- | ----- | ----- | ----------------------- | ------------------- | --- |
| 19/07/1958 | 17:36     | LC-11 | 3B    | 10 chilometri (6 mi)    | Insuccesso          | Un malfunzionamento ad un giroscopio causò la perdita di controllo e la distruzione del missile dopo 30 s dal lancio. Il volo, tuttavia, fu considerato un parziale successo dato che i motori funzionarono bene fino alla fine. |
| 02/08/1958 | 22:16     | LC-13 | 4B    | 900 chilometri (559 mi) | Successo            | |
| 29/08/1958 | 04:30     | LC-11 | 5B    | 900 chilometri (559 mi) | Successo            | |
| 14/09/1958 | 05:24     | LC-14 | 8B    | 900 chilometri (559 mi) | Successo            | |
| 18/09/1958 | 21:27     | LC-13 | 6B    | 100 chilometri (62 mi)  | Insuccesso          | Si verificò un malfunzionamento in una turbopompa 60 s dopo il lancio. |
| 18/11/1958 | 04:00     | LC-11 | 9B    | 800 chilometri (497 mi) | Parziale insuccesso | Eccessivo consumo di carburante. |
| 29/11/1958 | 02:27     | LC-14 | 12B   | 900 chilometri (559 mi) | Successo            | |
| 18/12/1958 | 22:02     | LC-11 | 10B   | N/A                     | Successo            | Messa in orbita del satellite SCORE (185 km x 1,484 km x 32,3°); primo uso dell'Atlas per lanci spaziali. |
| 16/01/1959 | 04:00     | LC-14 | 13B   | 100 chilometri (62 mi)  | Insuccesso          | Si verificò una perdita di potenza 100 s dopo il lancio a causa di un surriscaldamento. |
| 04/02/1959 | 08:01     | LC-11 | 11B   | 900 chilometri (559 mi) | Successo            | |

## Utilizzatori
Stati Uniti
- United States Air Force